# Эгейский регион
Эгейский регион (тур. Ege Bölgesi) — западный географический (статистический) регион Турции, включающий 8 илов (провинций).

## Состав
В регион входят следующие илы (провинции):
- Афьонкарахисар (тур. Afyonkarahisar)
- Айдын (тур. Aydın)
- Денизли (тур. Denizli)
- Измир (тур. İzmir)
- Кютахья (тур. Kütahya)
- Маниса (тур. Manisa)
- Мугла (тур. Muğla)
- Ушак (тур. Uşak)

## Климат
Климат на побережье — средиземноморский: жаркое лето с минимумом осадков, прохладные влажные зимы; вдали от побережья климат континентальный: жаркое сухое лето, но холодные, снежные зимы.

## Население
Численность населения региона по состоянию на 1 января 2014 года составляет 9897313 человек. Национальный состав: турки — 89 %, греки — 10 %, прочие — 1 %.
| Ил             | Население, чел. 31.XII. 2013 |
| -------------- | ---------------------------- |
| Афьонкарахисар | 707123                       |
| Айдын          | 1020957                      |
| Денизли        | 963464                       |
| Измир          | 4061074                      |
| Кютахья        | 572059                       |
| Маниса         | 1359463                      |
| Мугла          | 866665                       |
| Ушак           | 346508                       |
| всего          | 9897313                      |